# السيدة الأولى (مسلسل)
السيدة الأولى  مسلسل تلفزيوني مصري تم عرضه في رمضان 1435هـ/2014م مقتبس من المسلسل التشيلي (The First Lady) تدور أحداث المسلسل حول حياة سيدة تُدعى مريم (غادة عبد الرازق)؛ التي تنضم لحملة هاشم الريس الرئاسية (ممدوح عبد العليم)؛ وتتزوجه بعد انفصاله عن زوجته الأولى التي أنجب منها فتاة تُدعي منه (ريهام حجاج) وولدًا يُدعي رامي (أحمد حاتم). تتميز مريم بشخصيتها القوية وطموحها الكبير، الذي يساعد هاشم ويوصله للرئاسة، وتبذل في سبيل تحقيق ذلك كل السبل.ولكن يوجد العديد من المشاكل التي تنشأ بسبب هذا الطموح بعد ان تصبح السيدة الأولى.

## طاقم العمل

### الممثلون
- غادة عبد الرازق

(مريم)
- ممدوح عبد العليم

(هاشم)
- عبير صبرى

(جيهان )
- أنوشكا

(سميه )
- أحمد حاتم
- ( رامي )
- سيد رجب

(رجب )
- تهانى راشد

(جده مريم )
- صبري عبدالمنعم

(مرشح رئاسى )

### تصميم الأزياء
- منى التونسي